# 埃爾韋迪娜·穆扎費里亞
埃爾韋迪娜·穆扎費里亞（Elvedina Muzaferija，1999年8月20日—）為波士尼亞與赫塞哥維納女子高山滑雪運動員，代表波士尼亞與赫塞哥維納參加2018年冬季奧林匹克運動會。在2018年冬季奧林匹克運動會開幕式擔任該國的掌旗官。